# اولیویه انژولراس
اولیویه انژولراس (انگلیسی: Olivier Enjolras؛ زادهٔ ۲۸ دسامبر ۱۹۷۱) بازیکن فوتبال اهل فرانسه است.
از باشگاه‌هایی که در آن بازی کرده‌است می‌توان به باشگاه فوتبال کلرمون فوت اشاره کرد.